# Kolderwolde
Kolderwolde (Fries: Kolderwâlde) is een dorp of buurtschap in de gemeente De Friese Meren, in de Nederlandse provincie Friesland. Kolderwolde ligt tussen Koudum en Balk niet ver van de meren de Oude Keren, De Holken en de Fluessen. In 2023 telde de plaats 45 inwoners. De plaats heeft witte bebouwdekomborden.

## Geschiedenis
De plaats werd vanaf de 14e eeuw vermeld als Kolderwout, Colderwolde en Coldewold. De naam betekent zoveel als moerasbos onder Koudum. Het dorp is nooit groot geweest. Het dorp heeft wel een kerk gehad, zonder toren maar in 1840 is deze afgebroken. Tegenwoordig herinnert een bosje aan de plek waar de begraafplaats was van het dorp.
Kolderwolde is een van de vier oorspronkelijke dorpen die de grietenij Hemelumer Oldephaert en Noordwolde vormden. De plaats lag in de gelijknamige gemeente. Tussen 1812 en 1816 werd dit gemeente Koudum en vanaf 1956 werd de naam  Hemelumer Oldeferd. In 1984 lag de plaats in de gemeente Gaasterland-Sloten en sinds 2014 ligt de plaats in de gemeente De Friese Meren.

## Sport en cultuur
Voor sportverenigingen zijn de inwoners van Kolderwolde aanwezen op het dorp Oudega. De Dorspbelangen Oudega-Kolderwolde behartigt de belangen van beide dorpen.  

## Bekende inwoners
In Kolderwolde woonde de Nederlandse beeldhouwer en schilder Evert van Hemert. Er staan ook veel verschillende beelden van zijn hand in het dorp.

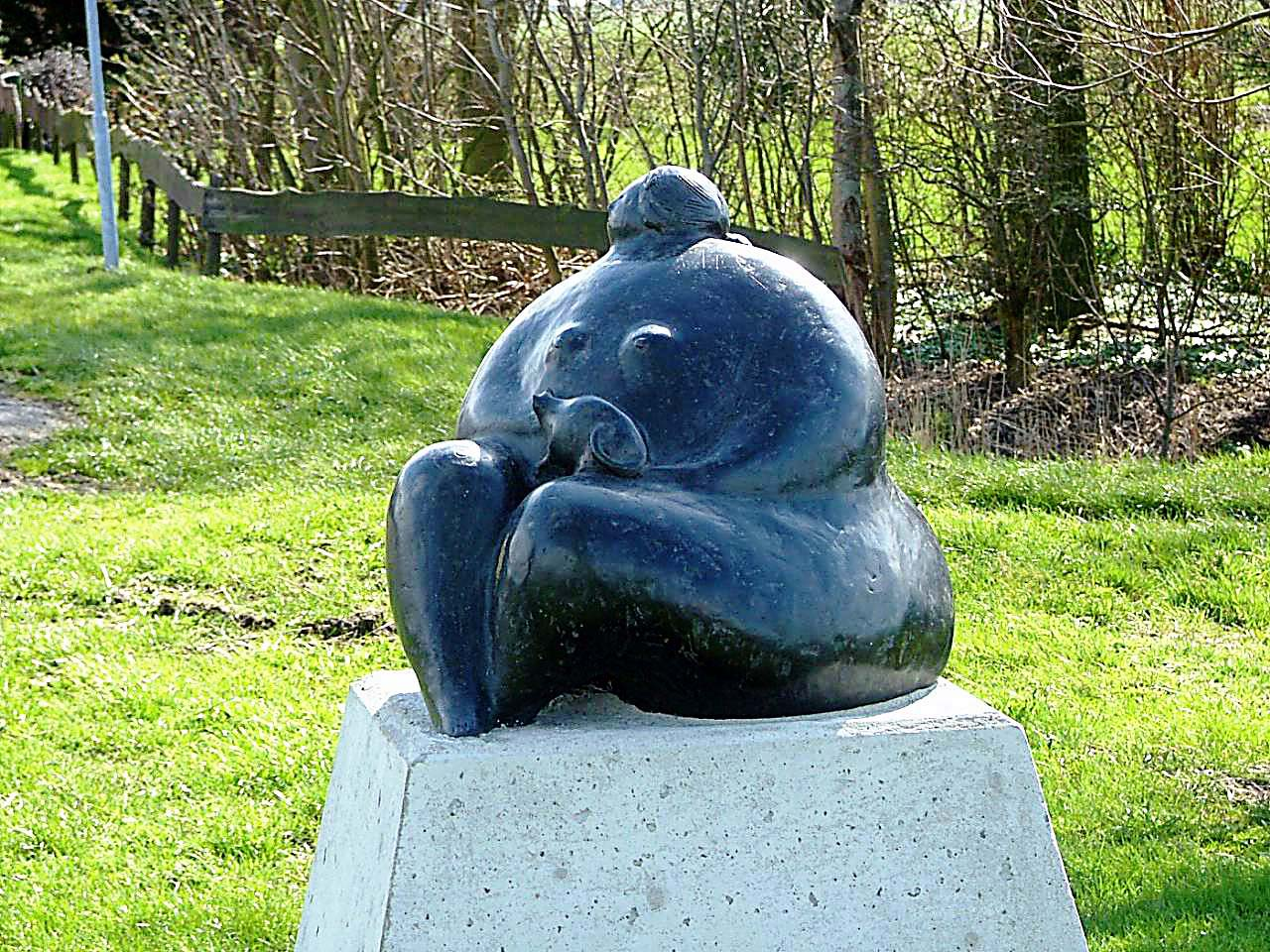
Venus van Kolderwolde met poes
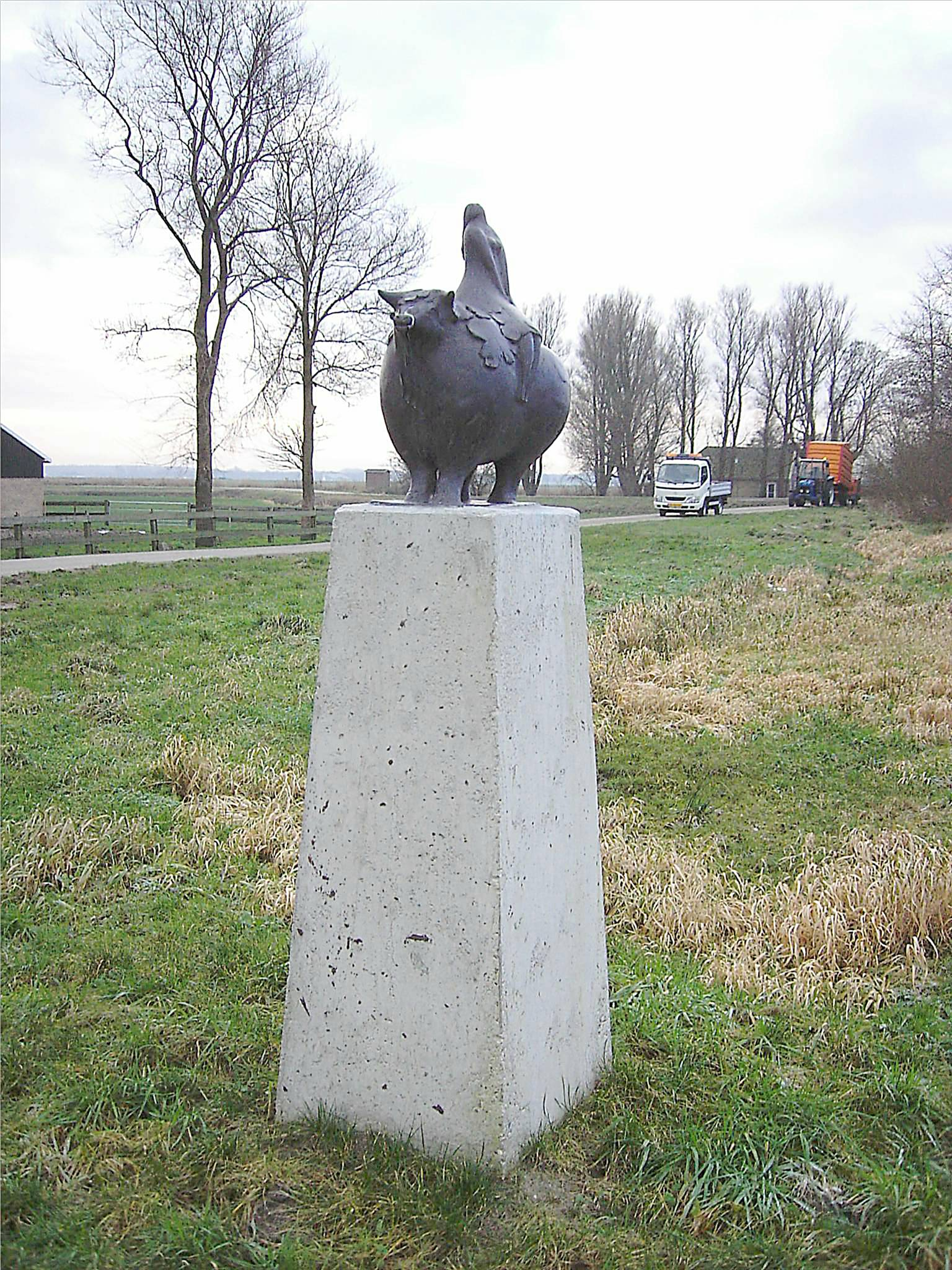
Famke op’e bolle
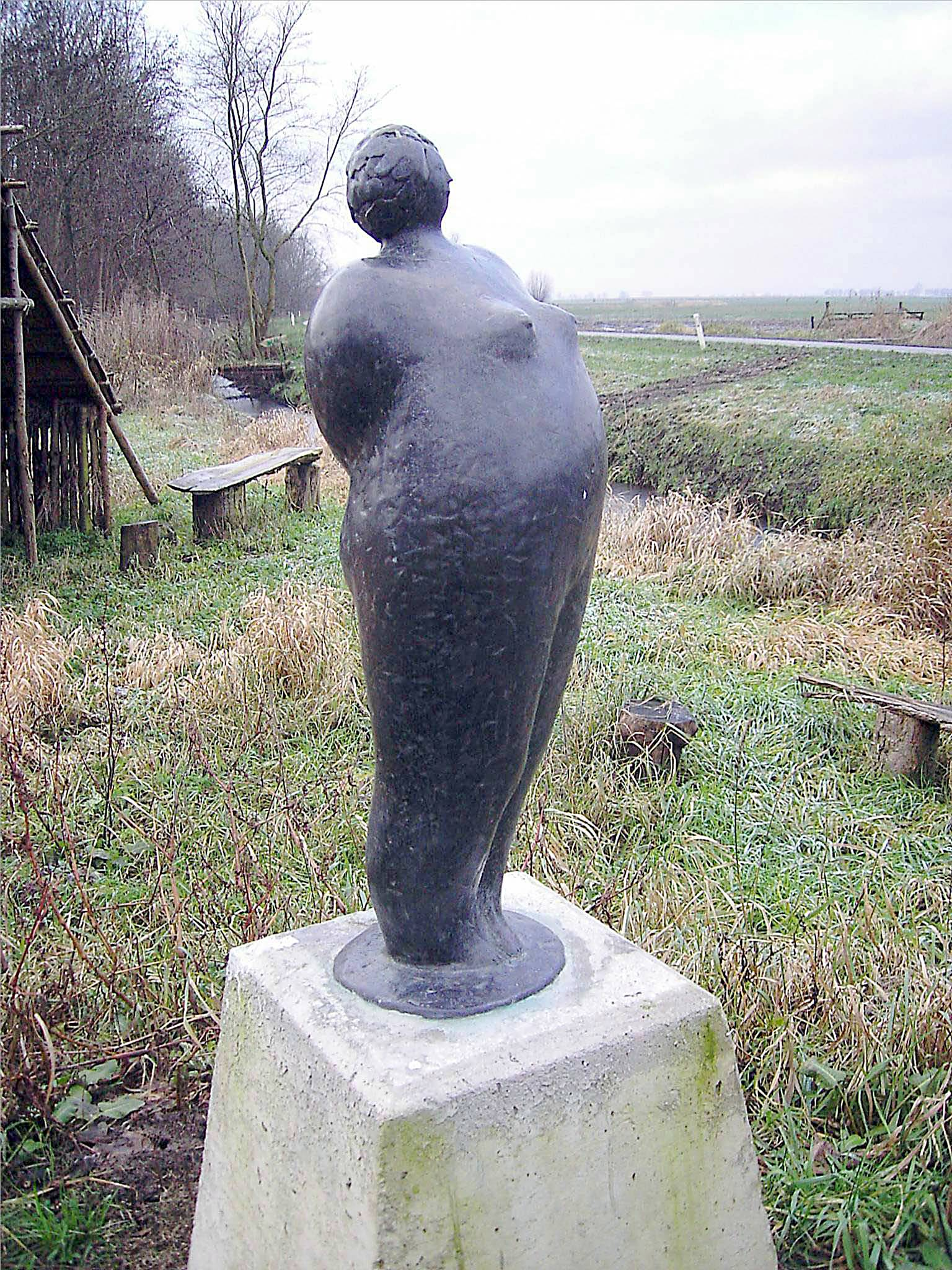
Verleiding
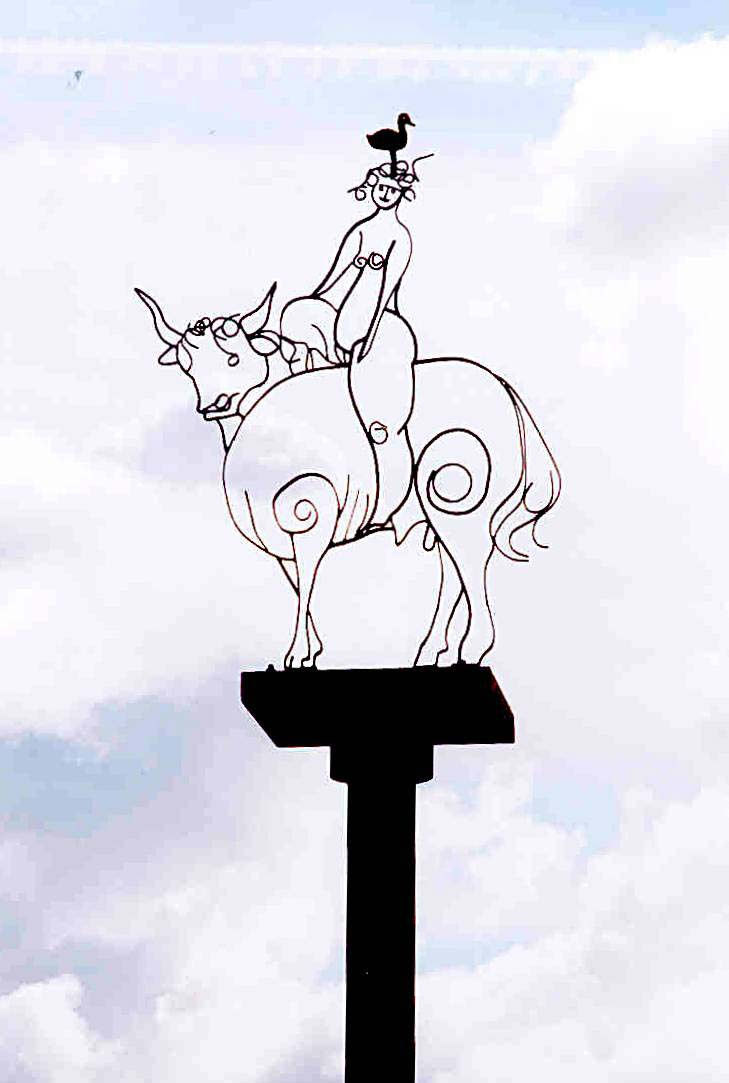
Europa